# 奥夫特斯海姆
奥夫特斯海姆是德国巴登-符腾堡州萊茵-內卡爾縣內的一个市镇，位於海德堡的西南八公里外。总面积12.78平方公里，总人口11298人，其中男性5417人，女性5881人（2011年12月31日），人口密度884人/平方公里。